# Liga das Nações da UEFA A de 2024–25
A Liga das Nações da UEFA A de 2024–25 foi a primeira divisão da edição 2024–25 da Liga das Nações da UEFA, a quarta temporada da competição internacional de futebol envolvendo as seleções masculinas das 55 federações membros da UEFA.

## Formato
A Liga A consiste nos 16 membros da UEFA mais bem classificados na lista de acesso da Liga das Nações da UEFA de 2024–25, divididos em quatro grupos de quatro. Cada equipe jogará seis partidas em seu grupo, usando o formato round robin em casa e fora em jornadas duplas em setembro, outubro e novembro de 2024.
Em 25 de janeiro de 2023, o Comité Executivo da UEFA aprovou um formato modificado para a Liga das Nações após a fase da liga, com as seguintes alterações a serem implementadas na Liga A:
- Foi introduzida uma nova rodada das quartas de final a ser disputada em março de 2025, criando assim continuidade entre a fase da liga que termina em novembro de 2024 e as finais da Liga das Nações em junho de 2025.
- Os vencedores e segundos classificados de cada grupo avançarão para os quartos-de-final, ao contrário das edições anteriores onde apenas os vencedores dos grupos avançaram para as finais.
- Os quatro terceiros colocados da Liga A enfrentarão os quatro segundos colocados da Liga B nos play-offs de rebaixamento, que também foram introduzidos a partir desta temporada.

Os últimos colocados de cada grupo continuarão sendo rebaixados diretamente para a Liga B, enquanto os terceiros colocados competirão contra os vice-campeões da Liga B para determinar sua permanência na Liga A na próxima temporada ou seu rebaixamento para a Liga das Nações B da UEFA de 2026–27 . Os play-offs de rebaixamento serão disputados em casa e fora em duas mãos em março de 2025, com os terceiros colocados da Liga A sediando a segunda mão.
As quartas de final também serão disputadas em casa e fora, em duas partidas. Em cada eliminatória, os vencedores dos grupos enfrentarão um segundo classificado de um grupo diferente, sendo o vencedor do grupo o anfitrião da segunda mão. Os quatro vencedores das quartas de final avançarão para as finais.
As finais da Liga das Nações mantêm o formato anterior, que é disputado em mata-mata em junho de 2025, composto por semifinais, play-off do terceiro lugar e final. Os pares semifinais serão determinados por sorteio aberto. O país anfitrião será seleccionado pelo Comité Executivo da UEFA, de preferência organizado por uma das equipas participantes, sendo os vencedores da final coroados campeões da UEFA Nations League.
Em todas as eliminatórias a duas mãos, a equipa que marcar mais golos no total é a vencedora. Se o placar agregado estiver empatado, a prorrogação será disputada sem a regra dos gols fora de casa . Se o placar permanecer igual após a prorrogação, uma disputa de pênaltis será usada para decidir o vencedor.

## Equipes
As 16 equipes da Liga A incluem as 12 melhores equipes da classificação geral da Liga A de 2022–23 e quatro equipes promovidas da Liga B de 2022–23 .

### Mudanças de equipe
A seguir foram as mudanças de equipe da Liga A da temporada 2022–23 : 
| Promovidos da Liga das Nações da UEFA B de 2022–23 |
| -------------------------------------------------- |
| - Bósnia e Herzegovina - Israel - Escócia - Sérvia |

| Rebaixados para Liga das Nações da UEFA B de 2024–25 |
| ---------------------------------------------------- |
| - Áustria - Tchéquia - Inglaterra - País de Gales    |

A Bósnia e Herzegovina retornou à Liga A, após uma ausência de uma temporada, garantindo o primeiro lugar no grupo da Liga B de 2022–23 com uma vitória por 1–0 sobre Montenegro em 23 de setembro de 2022. Israel , Escócia e A Sérvia alcançou a primeira divisão da Liga das Nações da UEFA pela primeira vez, todos os três seguindo caminhos semelhantes, começando na Liga C na edição inaugural e passando duas temporadas na Liga B antes de ser promovida à Liga A.

### Chaveamento
Na lista de acesso de 2024–25, a UEFA classificou as equipes com base na classificação geral da Liga das Nações de 2022–23 , considerando a promoção e o rebaixamento entre as ligas e os resultados das Finais da Liga das Nações da UEFA de 2023. Os potes de classificação para a fase da liga foram confirmados em 2 de dezembro de 2023,  e foram baseados na classificação da lista de acesso.
| Seleção                      | Rank |
| ---------------------------- | ---- |
| Espanha (detentor do título) | 1    |
| Croácia                      | 2    |
| Itália                       | 3    |
| Países Baixos                | 4    |

| Seleção   | Rank |
| --------- | ---- |
| Dinamarca | 5    |
| Portugal  | 6    |
| Bélgica   | 7    |
| Hungria   | 8    |

| Seleção  | Rank |
| -------- | ---- |
| Suíça    | 9    |
| Alemanha | 10   |
| Polónia  | 11   |
| França   | 12   |

| Seleção              | Rank |
| -------------------- | ---- |
| Israel               | 13   |
| Bósnia e Herzegovina | 14   |
| Sérvia               | 15   |
| Escócia              | 16   |

O sorteio da fase da liga ocorreu na Maison de la Mutualité, em Paris , França, no dia 8 de fevereiro de 2024, às 18h00 CET .  Cada grupo continha uma equipe de cada pote.

## Grupos
A lista de jogos foi confirmada pela UEFA em 9 de fevereiro de 2024, dia seguinte ao sorteio. 
Os horários são CET / CEST ,  conforme listado pela UEFA (os horários locais, se diferentes, estão entre parênteses).

### Grupo 1
| Pos | Equipe      | Pts | J | V | E | D | GP | GC | SG | Classificação ou descenso |  | POR | CRO | SCO | POL |
| --- | ----------- | --- | - | - | - | - | -- | -- | -- | ------------------------- |  | --- | --- | --- | --- |
| 1   | Portugal    | 14  | 6 | 4 | 2 | 0 | 13 | 5  | +8 | Quartas de final          |  | —   | 2–1 | 2–1 | 5–1 |
| 2   | Croácia     | 8   | 6 | 2 | 2 | 2 | 8  | 8  | 0  | Quartas de final          |  | 1–1 | —   | 2–1 | 1–0 |
| 3   | Escócia     | 7   | 6 | 2 | 1 | 3 | 7  | 8  | −1 | Play-offs de Rebaixamento |  | 0–0 | 1–0 | —   | 2–3 |
| 4   | Polónia (R) | 4   | 6 | 1 | 1 | 4 | 9  | 16 | −7 | Rebaixado à Liga B        |  | 1–3 | 3–3 | 1–2 | —   |

| 5 de setembro       | Portugal               | 2 – 1     | Croácia          | Estádio da Luz, Lisboa                        |
| 20:45 (19:45 UTC+1) | Dalot 7' · Ronaldo 34' | Relatório | Dalot 41' (o.g.) | Público: 57 675 Árbitro: TUR Halil Umut Meler |

| 5 de setembro       | Escócia                     | 2 – 3     | Polónia                                                       | Hampden Park, Glasgow                     |
| 20:45 (19:45 UTC+1) | Gilmour 46' · McTominay 76' | Relatório | Szymański 8' · Lewandowski 44' (pen.) · Zalewski 90+7' (pen.) | Público: 46 356 Árbitro: SWE Glenn Nyberg |

| 8 de setembro | Croácia    | 1 – 0     | Polónia | Opus Arena, Osijek                             |
| 20:45         | Modrić 52' | Relatório |         | Público: 12 612 Árbitro: FRA François Letexier |

| 8 de setembro       | Portugal                    | 2 – 1     | Escócia      | Estádio da Luz, Lisboa                        |
| 20:45 (19:45 UTC+1) | Fernandes 54' · Ronaldo 88' | Relatório | McTominay 7' | Público: 59 894 Árbitro: ITA Maurizio Mariani |

| 12 de outubro | Croácia                      | 2 – 1     | Escócia      | Estádio Maksimir, Zagreb                   |
| 18:00         | Matanović 36' · Kramarić 70' | Relatório | Christie 33' | Público: 21 702 Árbitro: ROU István Kovács |

| 12 de outubro | Polónia       | 1 – 3     | Portugal                                      | Stadion Śląski, Chorzów                       |
| 20:45         | Zieliński 78' | Relatório | Silva 26' · Ronaldo 37' · Bednarek 88' (o.g.) | Público: 56 854 Árbitro: NED Serdar Gözübüyük |

| 15 de outubro | Polónia                                     | 3 – 3     | Croácia                                | Stadion Śląski, Chorzów                    |
| 20:45         | Zieliński 5' · Zalewski 45' · Szymański 68' | Relatório | Sosa 19' · P. Sučić 24' · Baturina 26' | Árbitro: ESP Alejandro Hernández Hernández |

| 15 de outubro       | Escócia | 0 – 0     | Portugal | Hampden Park, Glasgow        |
| 20:45 (19:45 UTC+1) |         | Relatório |          | Árbitro: BEL Lawrence Visser |

| 15 de novembro      | Portugal                                                      | 5 – 1     | Polónia     | Estádio do Dragão, Lisboa                   |
| 20:45 (19:45 UTC+0) | Leão 59' · Ronaldo 72' (pen.), 87' · Fernandes 80' · Neto 83' | Relatório | Marczuk 88' | Público: 47 239 Árbitro: LTU Donatas Rumšas |

| 15 de novembro      | Escócia    | 1 – 0     | Croácia | Hampden Park, Glasgow                       |
| 20:45 (19:45 UTC+0) | McGinn 86' | Relatório |         | Público: 48 810 Árbitro: ISR Orel Grinfeeld |

| 18 de novembro | Croácia      | 1 – 1     | Portugal  | Estádio Poljud, Split                     |
| 20:45          | Gvardiol 65' | Relatório | Félix 33' | Público: 33 386 Árbitro: ITA Davide Massa |

| 18 de novembro | Polónia        | 1 – 2     | Escócia                     | Estádio Wojska Polskiego, Varsóvia             |
| 20:45          | Piątkowski 59' | Relatório | McGinn 3' · Robertson 90+3' | Público: 55 433 Árbitro: GER Christian Dingert |

### Grupo 2
| Pos | Equipe     | Pts | J | V | E | D | GP | GC | SG | Classificação ou descenso |  | FRA | ITA | BEL | ISR |
| --- | ---------- | --- | - | - | - | - | -- | -- | -- | ------------------------- |  | --- | --- | --- | --- |
| 1   | França     | 13  | 6 | 4 | 1 | 1 | 12 | 6  | +6 | Quartas de final          |  | —   | 1–3 | 2–0 | 0–0 |
| 2   | Itália     | 13  | 6 | 4 | 1 | 1 | 13 | 8  | +5 | Quartas de final          |  | 1–3 | —   | 2–2 | 4–1 |
| 3   | Bélgica    | 4   | 6 | 1 | 1 | 4 | 6  | 9  | −3 | Play-offs de Rebaixamento |  | 1–2 | 0–1 | —   | 3–1 |
| 4   | Israel (R) | 4   | 6 | 1 | 1 | 4 | 5  | 13 | −8 | Rebaixado à Liga B        |  | 1–4 | 1–2 | 1–0 | —   |

1. 1 2  Empatados em resultados de confronto direto. Diferença geral de gols: França +6, Itália +5.
2. 1 2  Empatados em pontos de confronto direto. Diferença de gols de confronto direto: Bélgica +1, Israel –1.

| 6 de setembro | Bélgica                                   | 3 – 1     | Israel              | Estádio Nagyerdei, Debrecen, Hungria |
| 20:45         | De Bruyne 21', 52' (pen.) · Tielemans 48' | Relatório | Castagne 36' (o.g.) | Árbitro: ENG Michael Oliver          |

| 6 de setembro | França     | 1 – 3     | Itália                                     | Parc des Princes, Paris                     |
| 20:45         | Barcola 1' | Relatório | Dimarco 30' · Frattesi 51' · Raspadori 74' | Público: 44 956 Árbitro: SUI Sandro Schärer |

| 9 de setembro | França                       | 2 – 0     | Bélgica | Parc Olympique Lyonnais, Décines-Charpieu   |
| 20:45         | Kolo Muani 29' · Dembélé 57' | Relatório |         | Público: 42 358 Árbitro: GER Tobias Stieler |

| 9 de setembro | Israel       | 1 – 2     | Itália                  | Estádio József Bozsik, Budapeste          |
| 20:45         | Abu Fani 90' | Relatório | Frattesi 38' · Kean 62' | Público: 2 090 Árbitro: SVK Ivan Kružliak |

| 10 de outubro | Israel        | 1 – 4     | França                                                  | Estádio József Bozsik, Budapeste             |
| 20:45         | Gandelman 24' | Relatório | Camavinga 7' · Nkunku 28' · Guendouzi 87' · Barcola 89' | Público: 2 226 Árbitro: MNE Nikola Dabanović |

| 10 de outubro | Itália                    | 2 – 2     | Bélgica                      | Estádio Olímpico de Roma                 |
| 20:45         | Cambiaso 1' · Retegui 24' | Relatório | De Cuyper 42' · Trossard 61' | Público: 44 297 Árbitro: NOR Espen Eskås |

| 14 de outubro | Bélgica      | 1 – 2     | França                     | Den Dreef, Heverlee                       |
| 20:45         | Openda 45+3' | Relatório | Kolo Muani 35' (pen.), 62' | Público: 39 731 Árbitro: BIH Irfan Peljto |

| 14 de outubro | Itália                                                  | 4 – 1     | Israel       | Estádio Friuli, Udine                          |
| 20:45         | Retegui 41' (pen.) · Di Lorenzo 54', 79' · Frattesi 72' | Relatório | Abu Fani 66' | Público: 11 700 Árbitro: ESP Ricardo de Burgos |

| 14 de novembro | Bélgica | 0 – 1     | Itália     | Estádio Rei Balduíno, Bruxelas             |
| 20:45          |         | Relatório | Tonali 11' | Público: 41 367 Árbitro: ROU Radu Petrescu |

| 14 de novembro | França | 0 – 0     | Israel | Stade de France, Paris                      |
| 20:45          |        | Relatório |        | Público: 16 611 Árbitro: GER Tobias Stieler |

| 17 de novembro | Israel          | 1 - 0     | Bélgica | Estádio József Bozsik, Budapeste             |
| 20:45          | Yarden Shua 86' | Relatório |         | Público: 675 Árbitro: AUT Sebastian Gishamer |

| 17 de novembro | Itália              | 1 – 3     | França                                        | San Siro, Milão                            |
| 20:45          | Andrea Cambiaso 35' | Relatório | Adrien Rabiot 2', 65' · Guglielmo Vicário 76' | Público: 68 158 Árbitro: SVN Slavko Vinčić |

### Grupo 3
| Pos | Equipe                   | Pts | J | V | E | D | GP | GC | SG  | Classificação ou descenso |  | GER | NED | HUN | BIH |
| --- | ------------------------ | --- | - | - | - | - | -- | -- | --- | ------------------------- |  | --- | --- | --- | --- |
| 1   | Alemanha                 | 14  | 6 | 4 | 2 | 0 | 18 | 4  | +14 | Quartas de final          |  | —   | 1–0 | 5–0 | 7–0 |
| 2   | Países Baixos            | 9   | 6 | 2 | 3 | 1 | 13 | 7  | +6  | Quartas de final          |  | 2–2 | —   | 4–0 | 5–2 |
| 3   | Hungria                  | 6   | 6 | 1 | 3 | 2 | 4  | 11 | −7  | Play-offs de Rebaixamento |  | 1–1 | 1–1 | —   | 0–0 |
| 4   | Bósnia e Herzegovina (R) | 2   | 6 | 0 | 2 | 4 | 4  | 17 | −13 | Rebaixado à Liga B        |  | 1–2 | 1–1 | 0–2 | —   |

| 7 de setembro | Alemanha                                                                   | 5 – 0     | Hungria | Merkur Spiel-Arena, Düsseldorf              |
| 20:45         | Füllkrug 27' · Musiala 58' · Wirtz 66' · Pavlović 77' · Havertz 81' (pen.) | Relatório |         | Público: 49 235 Árbitro: FRA Clément Turpin |

| 7 de setembro | Países Baixos                                                           | 5 – 2     | Bósnia e Herzegovina      | Philips Stadion, Eindhoven                  |
| 20:45         | Zirkzee 13' · Reijnders 45+2' · Gakpo 56' · Weghorst 88' · Simons 90+2' | Relatório | Demirović 27' · Džeko 73' | Público: 31 139 Árbitro: LTU Donatas Rumšas |

| 10 de setembro | Hungria | 0 – 0     | Bósnia e Herzegovina | Puskás Aréna, Budapeste                  |
| 20:45          |         | Relatório |                      | Público: 46 443 Árbitro: ITA Marco Guida |

| 10 de setembro | Países Baixos               | 2 – 2     | Alemanha                  | Johan Cruijff Arena, Amesterdã            |
| 20:45          | Reijnders 2' · Dumfries 50' | Relatório | Undav 38' · Kimmich 45+3' | Público: 50 109 Árbitro: ITA Davide Massa |

| 11 de outubro | Bósnia e Herzegovina | 1 – 2     | Alemanha       | Estádio Bilino Polje, Zenica                   |
| 18:00         | Džeko 70'            | Relatório | Undav 30', 36' | Público: 11 000 Árbitro: FRA François Letexier |

| 11 de outubro | Hungria    | 1 – 1     | Países Baixos | Puskás Aréna, Budapeste                      |
| 20:45         | Sallai 32' | Relatório | Dumfries 83'  | Público: 55 300 Árbitro: SUI Lukas Fähndrich |

| 14 de outubro | Bósnia e Herzegovina | 0 – 2     | Hungria                    | Estádio Bilino Polje, Zenica               |
| 20:45         |                      | Relatório | Szoboszlai 38', 50' (pen.) | Público: 8 329 Árbitro: ENG Anthony Taylor |

| 14 de outubro | Alemanha     | 1 – 0     | Países Baixos | Allianz Arena, Munique                     |
| 20:45         | Leweling 64' | Relatório |               | Público: 68 367 Árbitro: SVN Slavko Vinčić |

| 16 de novembro | Alemanha                                                                    | 7 – 0     | Bósnia e Herzegovina | Estádio Europa-Park, Friburgo na Brisgóvia   |
| 20:45          | Musiala 2' · Kleindienst 23', 79' · Havertz 37' · Wirtz 50', 57' · Sané 66' | Relatório |                      | Público: 28 143 Árbitro: GRE Vassilis Fotias |

| 16 de novembro | Países Baixos                                                                | 4 – 0     | Hungria | Johan Cruijff Arena, Amesterdã |
| 20:45          | Weghorst 21' (pen.) · Havertz 45+12' (pen.) · Dumfries 64' · Koopmeiners 86' | Relatório |         | Árbitro: ESP Jesús Gil Manzano |

| 19 de novembro | Bósnia e Herzegovina | 1 – 1     | Países Baixos | Estádio Bilino Polje, Zenica               |
| 20:45          | Demirović 67'        | Relatório | Brobbey 24'   | Público: 4 134 Árbitro: AZE Aliyar Aghayev |

| 19 de novembro | Hungria                 | 1 – 1     | Alemanha   | Puskás Aréna, Budapeste                   |
| 20:45          | Szoboszlai 90+9' (pen.) | Relatório | Nmecha 76' | Público: 53 212 Árbitro: CRO Duje Strukan |

### Grupo 4
| Pos | Equipe    | Pts | J | V | E | D | GP | GC | SG | Classificação ou descenso |  | ESP | DEN | SRB | SUI |
| --- | --------- | --- | - | - | - | - | -- | -- | -- | ------------------------- |  | --- | --- | --- | --- |
| 1   | Espanha   | 16  | 6 | 5 | 1 | 0 | 13 | 4  | +9 | Quartas de final          |  | —   | 1–0 | 3–0 | 3–2 |
| 2   | Dinamarca | 8   | 6 | 2 | 2 | 2 | 7  | 5  | +2 | Quartas de final          |  | 1–2 | —   | 2–0 | 2–0 |
| 3   | Sérvia    | 6   | 6 | 1 | 3 | 2 | 3  | 6  | −3 | Play-offs de Rebaixamento |  | 0–0 | 0–0 | —   | 2–0 |
| 4   | Suíça (R) | 2   | 6 | 0 | 2 | 4 | 6  | 14 | −8 | Rebaixado à Liga B        |  | 1–4 | 2–2 | 1–1 | —   |

| 5 de setembro | Dinamarca                  | 2 – 0     | Suíça | Estádio Parken, Copenhague                  |
| 20:45         | Dorgu 82' · Højbjerg 90+2' | Relatório |       | Público: 26 024 Árbitro: GER Daniel Siebert |

| 5 de setembro | Sérvia | 0 – 0     | Espanha | Estádio Estrela Vermelha, Belgrado            |
| 20:45         |        | Relatório |         | Público: 29 981 Árbitro: NED Serdar Gözübüyük |

| 8 de setembro | Dinamarca                 | 2 – 0     | Sérvia | Estádio Parken, Copenhague                  |
| 18:00         | Grønbæk 36' · Poulsen 61' | Relatório |        | Público: 34 902 Árbitro: ENG Chris Kavanagh |

| 8 de setembro | Suíça       | 1 – 4     | Espanha                                | Stade de Suisse, Berna                    |
| 20:45         | Amdouni 41' | Relatório | Joselu 4' · Ruiz 13', 77' · Torres 80' | Público: 26 265 Árbitro: BIH Irfan Peljto |

| 12 de outubro | Sérvia                             | 2 – 0     | Suíça | Estádio Partizan, Belgrado               |
| 18:00         | Elvedi 45+1' (o.g.) · Mitrović 61' | Relatório |       | Público: 6 383 Árbitro: ITA Simone Sozza |

| 12 de outubro | Espanha      | 1 – 0     | Dinamarca | Estádio Nueva Condomina, Múrcia            |
| 20:45         | Zubimendi 9' | Relatório |           | Público: 29 870 Árbitro: SVK Ivan Kružliak |

| 15 de outubro | Espanha                             | 3 – 0     | Sérvia | Estádio Novo Colombino, Huelva |
| 20:45         | Laporte 5' · Morata 65' · Baena 77' | Relatório |        | Árbitro: POL Daniel Stefanski  |

| 15 de outubro | Suíça                              | 2 – 2     | Dinamarca                 | Arena Stockhorn, Tune         |
| 20:45         | Freuler 26' · Amdouni 45+1' (pen.) | Relatório | Isaksen 27' · Eriksen 69' | Árbitro: TUR Halil Umut Meler |

| 15 de novembro | Dinamarca   | 1 – 2     | Espanha                   | Estádio Parken, Copenhague                  |
| 20:45          | Isaksen 84' | Relatório | Oyarzabal 15' · Pérez 58' | Público: 36 985 Árbitro: SVN Rade Obrenovič |

| 15 de novembro | Suíça       | 1 – 1     | Sérvia     | Estádio Letzigrund, Zurique                 |
| 20:45          | Amdouni 78' | Relatório | Terzić 88' | Público: 21 115 Árbitro: FRA Clément Turpin |

| 18 de novembro | Sérvia | 0 – 0     | Dinamarca | Estádio Estrela Vermelha, Belgrado       |
| 20:45          |        | Relatório |           | Público: 7 295 Árbitro: GER Felix Zwayer |

| 18 de novembro | Espanha                                    | 3 – 2     | Suíça                            | Estadio Heliodoro Rodríguez López, Santa Cruz de Tenerife |
| 20:45          | Pino 32' · Gil 68' · Zaragoza 90+3' (pen.) | Relatório | Monteiro 63' · Zeqiri 85' (pen.) | Público: 21 204 Árbitro: GER Bastian Dankert              |

## Quartas de final
O sorteio para as quartas de final foi realizado em 22 de novembro de 2024, 12:00 CET , na sede da UEFA em Nyon, Suíça, junto com o sorteio para as semifinais e play-offs de promoção/rebaixamento. No sorteio, times do mesmo grupo não puderam ser sorteados um contra o outro. Primeiro, os segundos colocados do grupo foram sorteados para um pareamento de quartas de final (1 a 4), após o qual os vencedores do grupo foram sorteados e alocados para a primeira quarta de final disponível (em ordem numérica).

#### Seeding
Os vencedores dos grupos serão classificados no sorteio, enquanto os segundos colocados não serão classificados. A classificação geral provisória da Nations League de novembro de 2024 é mostrada abaixo entre colchetes.

| Group | Vencedores (Pote 1) | Vice-campeões (Pote 2) |
| ----- | ------------------- | ---------------------- |
| A1    | Portugal            | Croácia                |
| A2    | França              | Itália                 |
| A3    | Alemanha            | Países Baixos          |
| A4    | Espanha             | Dinamarca              |

As partidas de ida serão disputadas em 20 de março, e as de volta, em 23 de março de 2025. Os horários são CET( UTC+1 ), conforme listados pela UEFA (os horários locais, se diferentes, estão entre parênteses).
| Chave | Equipe 1      | Total         | Equipe 2 | Ida | Volta |
| ----- | ------------- | ------------- | -------- | --- | ----- |
| S1    | Países Baixos | 5–5 (4–5 Pen) | Espanha  | 2–2 | 3–3   |
| S2    | Croácia       | 2–2 (4–5 Pen) | França   | 2–0 | 0–2   |
| S3    | Dinamarca     | 3–5           | Portugal | 1–0 | 2–5   |
| S4    | Itália        | 4–5           | Alemanha | 1–2 | 3–3   |

### Chave S1
| 20 março | Países Baixos             | 2 – 2     | Espanha                    | Johan Cruyff Arena, Amsterdam             |
| 20:45    | Gakpo 28' · Reijnders 46' | Relatório | Williams 9' · Merino 90+3' | Público: 42 003 Árbitro: SWE Glenn Nyberg |

| 23 março | Espanha                               | 3 – 3     | Países Baixos                                       | Estádio de Mestalla, Valência               |
| 20:45    | Oyarzabal 8' (pen.), 67' · Yamal 103' | Relatório | Depay 54' (pen.) · Maatsen 79' · Simons 109' (pen.) | Público: 48 082 Árbitro: FRA Clément Turpin |

|                                        |       | Penalidades                                   |  |
| Merino Torres García Yamal Baena Pedri | 5 – 4 | Van Dijk Koopmeiners Simons Lang Taylor Malen |  |

5–5 no total; Espanha venceu por 5–4 nos pênaltis.

### Chave S2
| 20 março | Croácia                     | 2 – 0     | França | Estádio Poljud, Split                    |
| 20:45    | Budimir 26' · Perišić 45+1' | Relatório |        | Público: 30 551 Árbitro: NOR Espen Eskås |

| 23 março | França                  | 2 – 0     | Croácia | Stade de France, Saint-Denis                |
| 20:45    | Olise 52' · Dembélé 80' | Relatório |         | Público: 77 502 Árbitro: ENG Michael Oliver |

|                                                              |       | Penalidades                                              |  |
| Mbappé Tchouaméni Koundé Kolo Muani Hernandez Doué Upamecano | 5 – 4 | Baturina Moro Ivanović Pašalić Jakić Ćaleta-Car Stanišić |  |

2–2 no total; França venceu por 5–4 nos pênaltis.

### Chave S3
| 20 março | Dinamarca   | 1 – 0     | Portugal | Parken Stadium, Copenhagen                |
| 20:45    | Højlund 78' | Relatório |          | Público: 36 322 Árbitro: BIH Irfan Peljto |

| 23 março            | Portugal                                                          | 5 – 2     | Dinamarca                    | Estádio José Alvalade, Lisboa              |
| 20:45 (19:45 UTC+0) | Andersen 38' (o.g.) · Ronaldo 72' · Trincão 86', 91' · Ramos 115' | Relatório | Kristensen 56' · Eriksen 76' | Público: 47 123 Árbitro: SVN Slavko Vinčić |

Portugal venceu por 5–3 no total.

### Chave S4
| 20 março | Itália    | 1 – 2     | Alemanha                       | San Siro, Milão                                |
| 20:45    | Tonali 9' | Relatório | Kleindienst 49' · Goretzka 76' | Público: 60 334 Árbitro: FRA François Letexier |

| 23 março | Alemanha                                           | 3 – 3     | Itália                                 | Signal Iduna Park, Dortmund                   |
| 20:45    | Kimmich 30' (pen.) · Musiala 36' · Kleindienst 45' | Relatório | Kean 49', 69' · Raspadori 90+5' (pen.) | Público: 64 762 Árbitro: POL Szymon Marciniak |

A Alemanha venceu por 5–4 no total.

## Finais da Liga das Nações
O vencedor das quartas de final entre Itália e Alemanha foi selecionado pela UEFA como anfitrião do torneio final. Os pares das semifinais foram determinados por meio de um sorteio aberto em 22 de novembro de 2024, 12:00 CET, na sede da UEFA em Nyon , Suíça, juntamente com o sorteio das quartas de final da Liga A e dos play-offs de promoção/rebaixamento .  Para fins de programação, o time anfitrião foi alocado para a semifinal 1 como o time administrativo da casa.
|  | Semifinais | Semifinais |                |       | Final | Final |
|  |            |            |                |       |       |       |
|  | 4 de junho |            |                |       |       |       |
|  |            |            |                |       |       |       |
|  | Alemanha   | 1          |                |       |       |       |
|  | Alemanha   | 1          | 8 de junho     |       |       |       |
|  | Portugal   | 2          |                |       |       |       |
|  | Portugal   | 2          | Portugal       | 2 (5) |       |       |
|  | 5 de junho |            | Portugal       | 2 (5) |       |       |
|  |            | Espanha    | 2 (3)          |       |       |       |
|  | Espanha    | Espanha    | 2 (3)          | 5     |       |       |
|  | Espanha    |            |                | 5     |       |       |
|  | França     | 4          |                |       |       |       |
|  | França     | 4          | Terceiro lugar |       |       |       |
|  |            |            |                |       |       |       |
|  | 8 de junho |            |                |       |       |       |
|  |            |            |                |       |       |       |
|  | Alemanha   | 0          |                |       |       |       |
|  | Alemanha   | 0          |                |       |       |       |
|  | França     | 2          |                |       |       |       |

### Semifinais
| 4 de junho | Alemanha  | 1 – 2     | Portugal                    | Allianz Arena, Munique     |
| 20:45      | Wirtz 48' | relatório | Conceição 63' · Ronaldo 68' | Árbitro: SVN Slavko Vinčić |

| 5 de junho | Espanha                                                      | 5 – 4     | França                                                               | MHPArena, Stuttgart         |
| 20:45      | Williams 22' · Merino 25' · Yamal 54' (pen), 67' · Pedri 55' | relatório | Mbappé 59' (pen) · Cherki 79' · Vivian 84' (g.c.) · Kolo Muani 90+3' | Árbitro: ENG Michael Oliver |

### 3º lugar
| 8 de junho | Alemanha | 0 – 2     | França                 | MHPArena, Stuttgart                        |
| 15:00      |          | relatório | 45' Mbappé · 84' Olise | Público: 51 313 Árbitro: SVK Ivan Kružliak |

### Final
| 8 de junho    | Portugal                      | 2 – 2     | Espanha                       | Allianz Arena, Munique      |
| 21:00 (UTC+2) | Nuno Mendes 26' · Ronaldo 61' | relatório | Zubimendi 21' · Oyarzabal 45' | Árbitro: SUI Sandro Schärer |

|                                              |       | Penalidades              |  |
| Ramos Vitinha Fernandes Nuno Mendes R. Neves | 5 – 3 | Merino Baena Isco Morata |  |